# Uspallata
Uspallata es una localidad situada en el departamento Las Heras, provincia de Mendoza, Argentina.
Está surcada por el río Mendoza y los arroyos San Alberto y Uspallata. 
El año 2018 los distritos de Las Cuevas, Penitentes y Uspallata fueron fusionados en uno solo llamado en la actualidad "Uspallata y Alta Montaña".
Se encuentra en las cercanías de frontera con Chile, sobre la Ruta Nacional 7 que la une con la metrópoli de Mendoza, que se encuentra a unos 120 km. Se accede también a esta localidad por la Ruta Provincial 52 (ex-Ruta Nacional 7) que asciende por los famosos Caracoles de Villavicencio, y atraviesa el bello paisaje de Paramillos de Uspallata, donde se hallan el monumento natural denominado "El balcón", las famosas ruinas mineras y el bosque fósil de Darwin. Además, Uspallata es el "km 0" de la RN 149 que la une con localidades cordilleranas de Barreal, Tamberías y Calingasta, de la provincia de San Juan.

## Historia

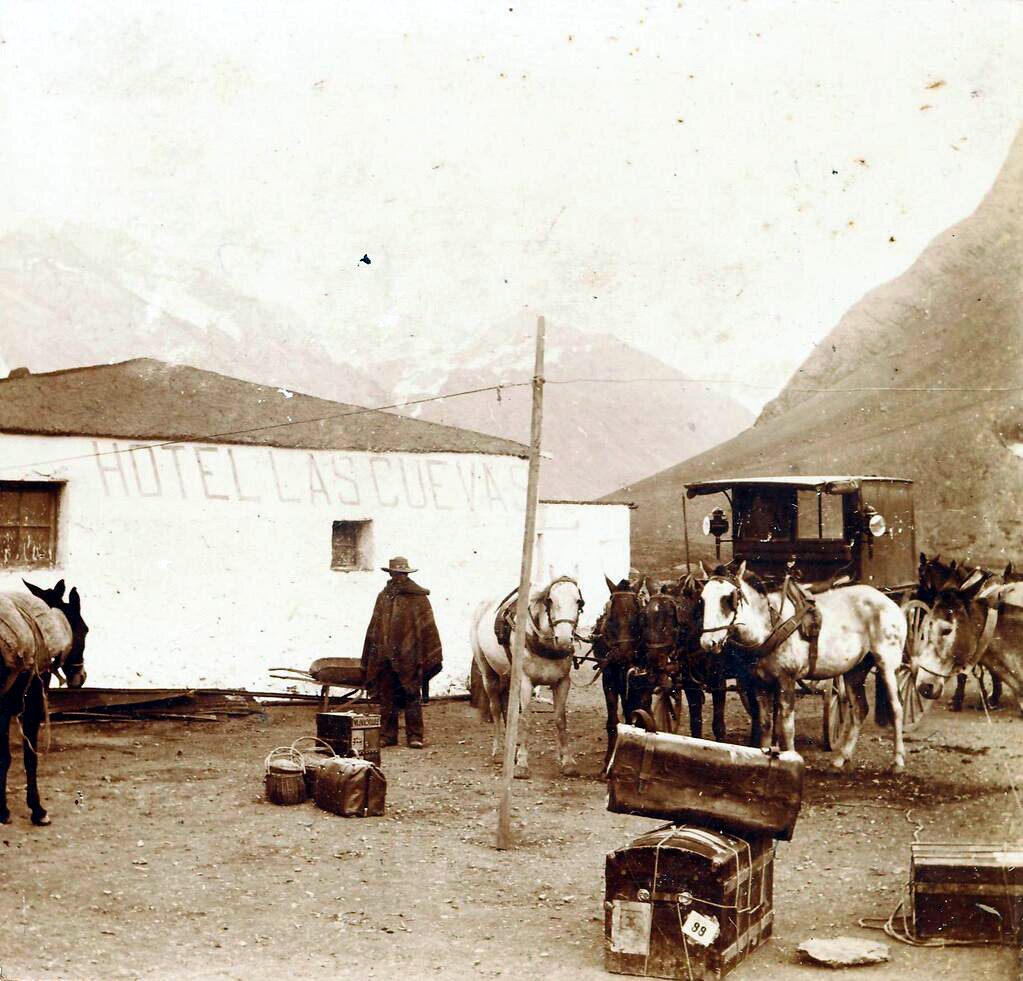
Hotel Las Cuevas, camino a Uspallata en 1878.

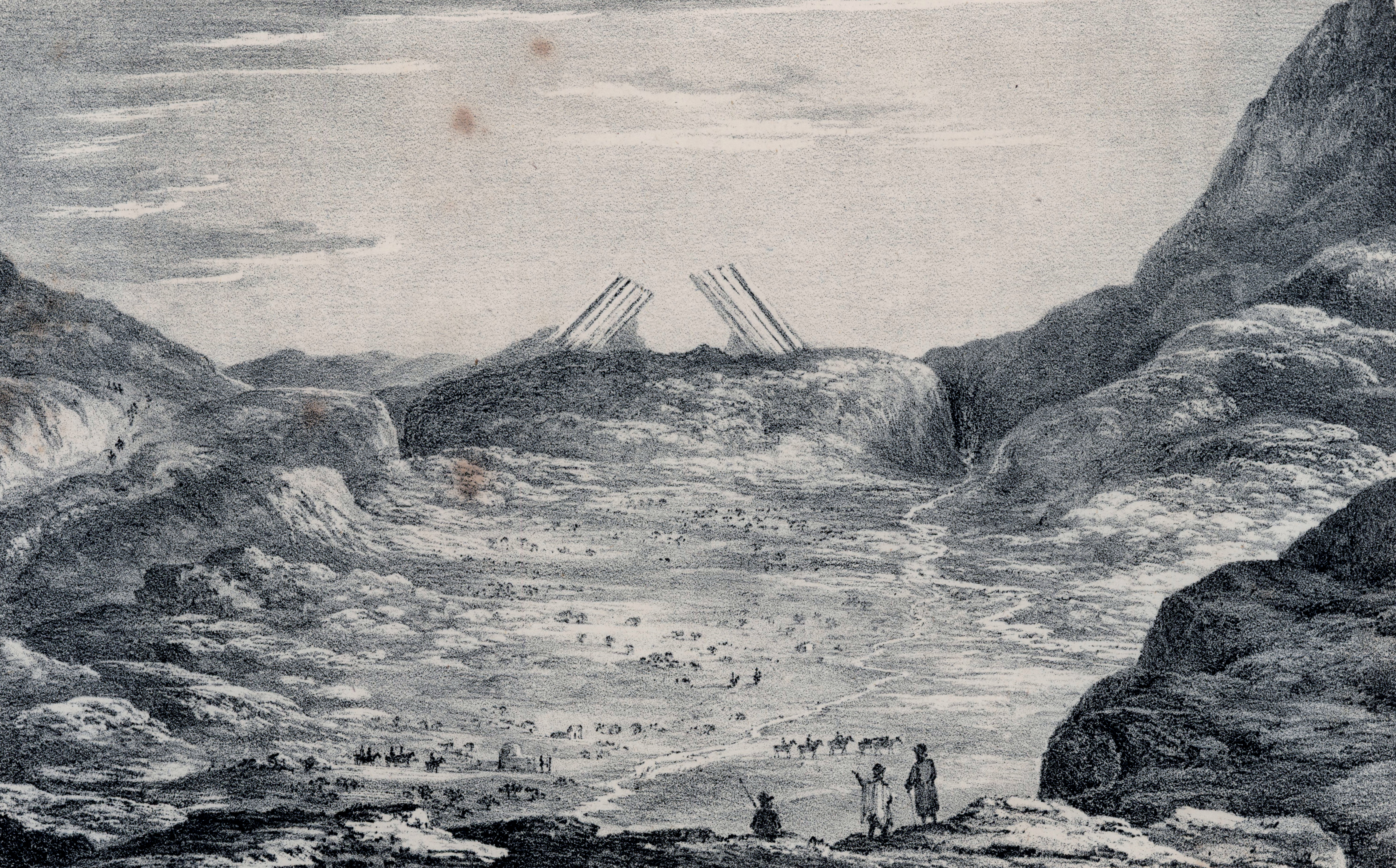
El paso a principios de la década de 1820; dibujo de Schmidtmeyer, litografía de Aglio.

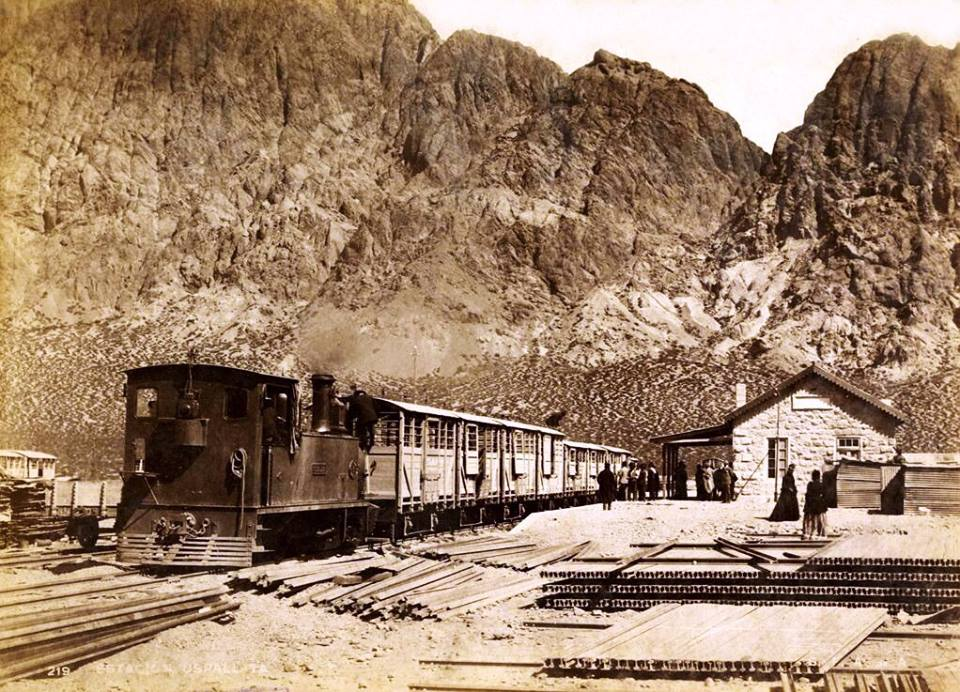
Estación Uspallata del Ferrocarril Trasandino hacia 1900.

Uspallata ha tenido participación de importancia histórica en la campaña del Ejército de los Andes, pues es el lugar donde se reunieron dos ejércitos antes del cruce de los Andes. Al mando de Juan Gregorio de las Heras, cruzaron la cordillera a través del paso de Uspallata, en enero de 1817 con el propósito de liberar a Chile de las manos realistas.
Pocos años después, el viajero explorador y filántropo inglés Peter Schmidtmeyer cruzó por este paso y en su libro Travels into Chile, over the Andes, in the years 1820 and 1821, London: Longman, Hurst, Rees, Orme, Brown and Green, 1824 (traducido como Viaje a Chile a través de Los Andes realizado en los años 1820-21) escribió que se trataba de un sitio de actividad volcánica y minas de plata agotadas.
Durante el siglo XX, fue estación del Ferrocarril Trasandino Los Andes-Mendoza pero quedaba cruzandoel Río Mendoza a 9 kilómetros la Estación Uspallata.

## Geografía

### Población
Contaba con 3810 habitantes (Indec, 2008), lo que frente a los 3437 habitantes (Indec, 1998) representa un crecimiento intercensal de 64.2 %. El crecimiento intercensal del período 1990-1998 fue de 17,2% dado que poseía 2932 habitantes (Indec, 1990) en el censo anterior. Desde el censo 2008 la localidad incluye a los barrios La Fundición y Las Bóvedas que fueron construidos con posterioridad al censo 1998. 

### Clima
El clima en la ciudad de Uspallata es riguroso, con mínimas absolutas que pueden llegar a superar, en invierno, los -17 °C. La temperatura mínima media para el mes de junio es de -2,5 °C y la máxima media, alcanza los 14,8 °C.
Temperatura media anual: 11.9 °C

### Sismicidad

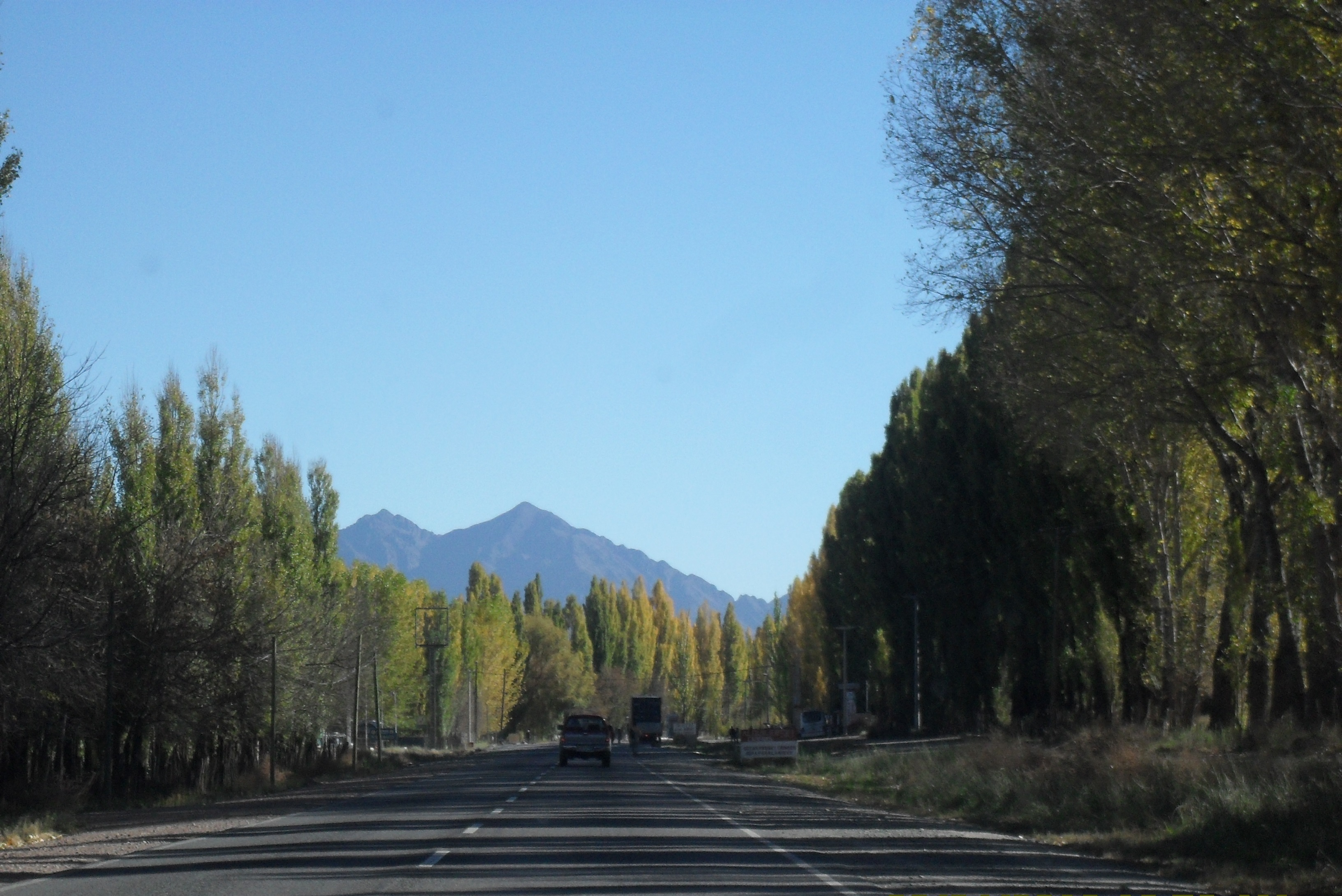
Entrada a Uspallata por RN 7.

La sismicidad del área de Cuyo (centro oeste de Argentina) es frecuente y de intensidad baja, y un silencio sísmico de terremotos medios a graves cada dos décadas.
- Sismo de 1861aunque dicha actividad geológica catastrófica, ocurre desde épocas prehistóricas, el terremoto  señaló un hito importante dentro de la historia de eventos sísmicos argentinos ya que fue el más fuerte registrado y documentado en el país. A partir del mismo la política de los sucesivos gobiernos mendocinos y municipales han ido extremando cuidados y restringiendo los códigos de construcción.[2] Y con el terremoto de San Juan de 1944 del 15 de enero de 1944 (81 años) los gobiernos tomaron estado de la enorme gravedad sísmica de la región.

- Sismo del sur de Mendoza de 1929muy grave, y al no haber desarrollado ninguna medida preventiva, mató a 30 habitantes[2]

- Sismo de 1985fue otro episodio grave,[3] de 9 s de duración, derrumbando el viejo Hospital del Carmen de Godoy Cruz.

## Turismo

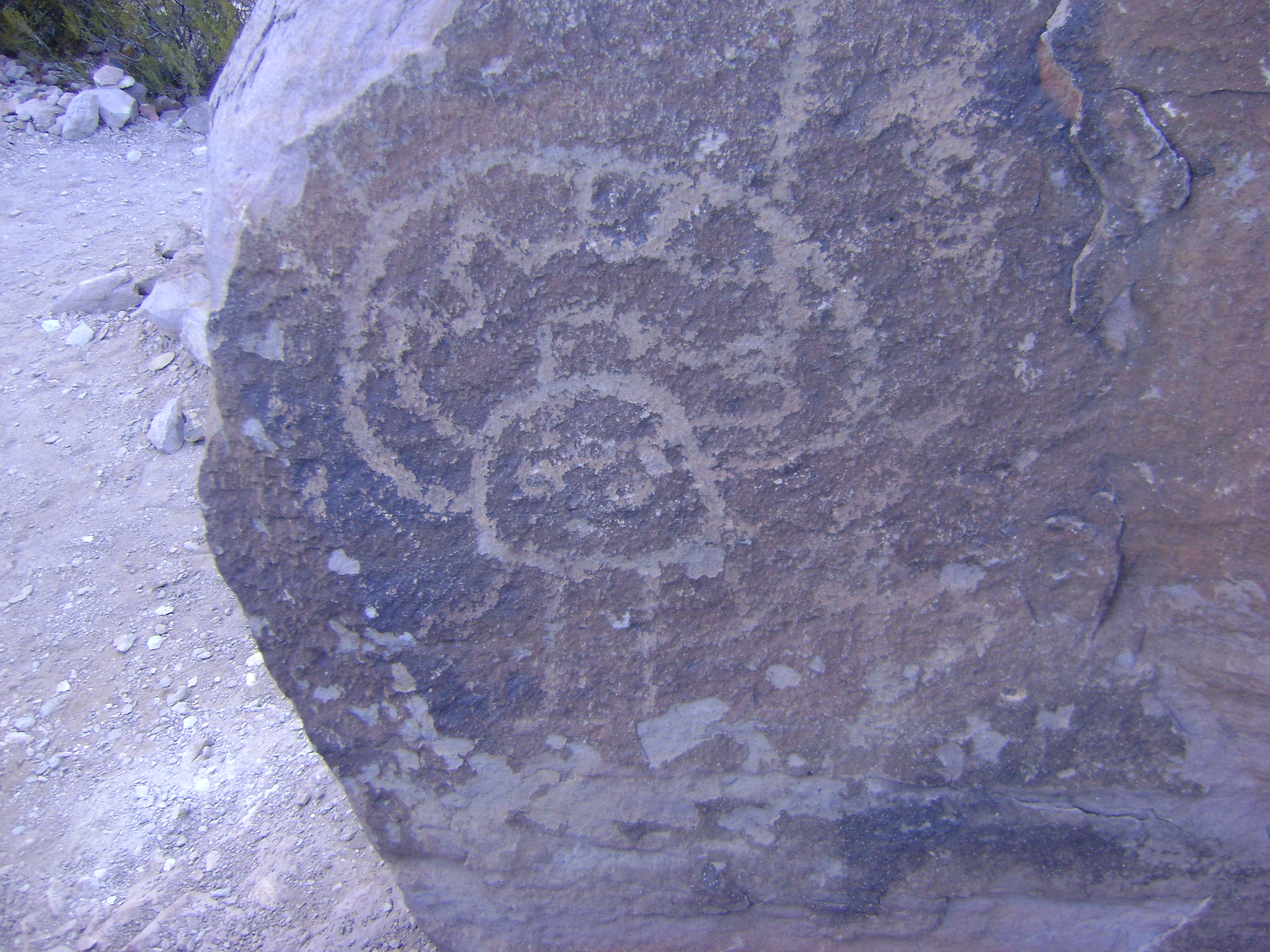
Uno de los petroglifos en el cerro Tunduqueral

Es el pueblo argentino más grande que está situada a menor distancia del cerro Aconcagua y del Parque provincial Aconcagua. Se encuentra muy cerca de la localidad de Las Cuevas, por donde se accede al Monumento Cristo Redentor de los Andes. Recorriendo 24 km por la ruta provincial 52, hacia el noreste de la localidad, se encuentra la turística región de Paramillos de Uspallata, con los atractivos que se han mencionado y el denominado "Bosque de Darwin", en homenaje a su descubridor, quien halló en el lugar más de 52 troncos fósiles del Triásico, en posición de vida.
Por otro lado se pueden encontrar petroglifos en el cerro Tunduqueral de gran valor arqueológico.

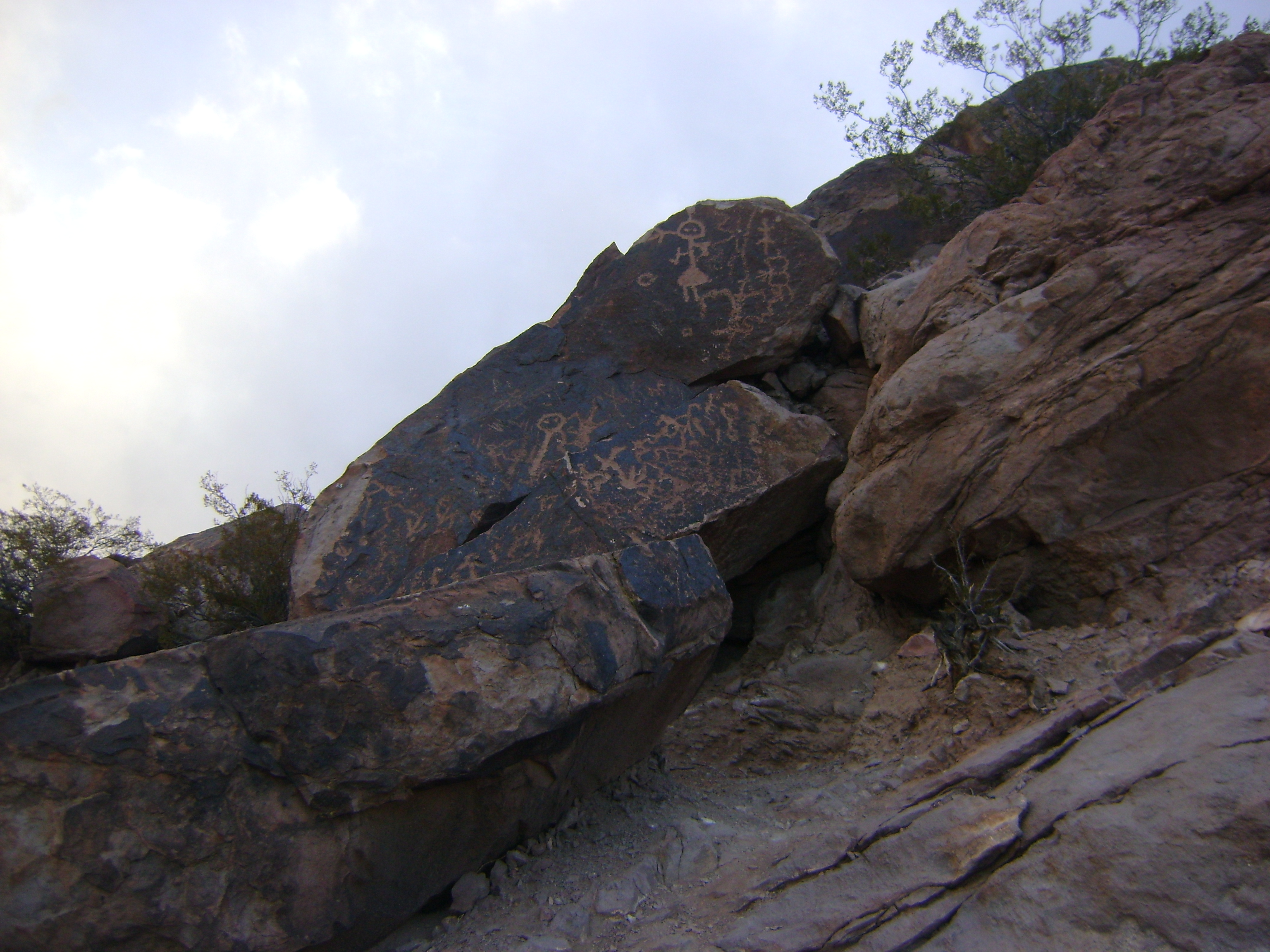
Petroglifo en el cerro Tunduqueral
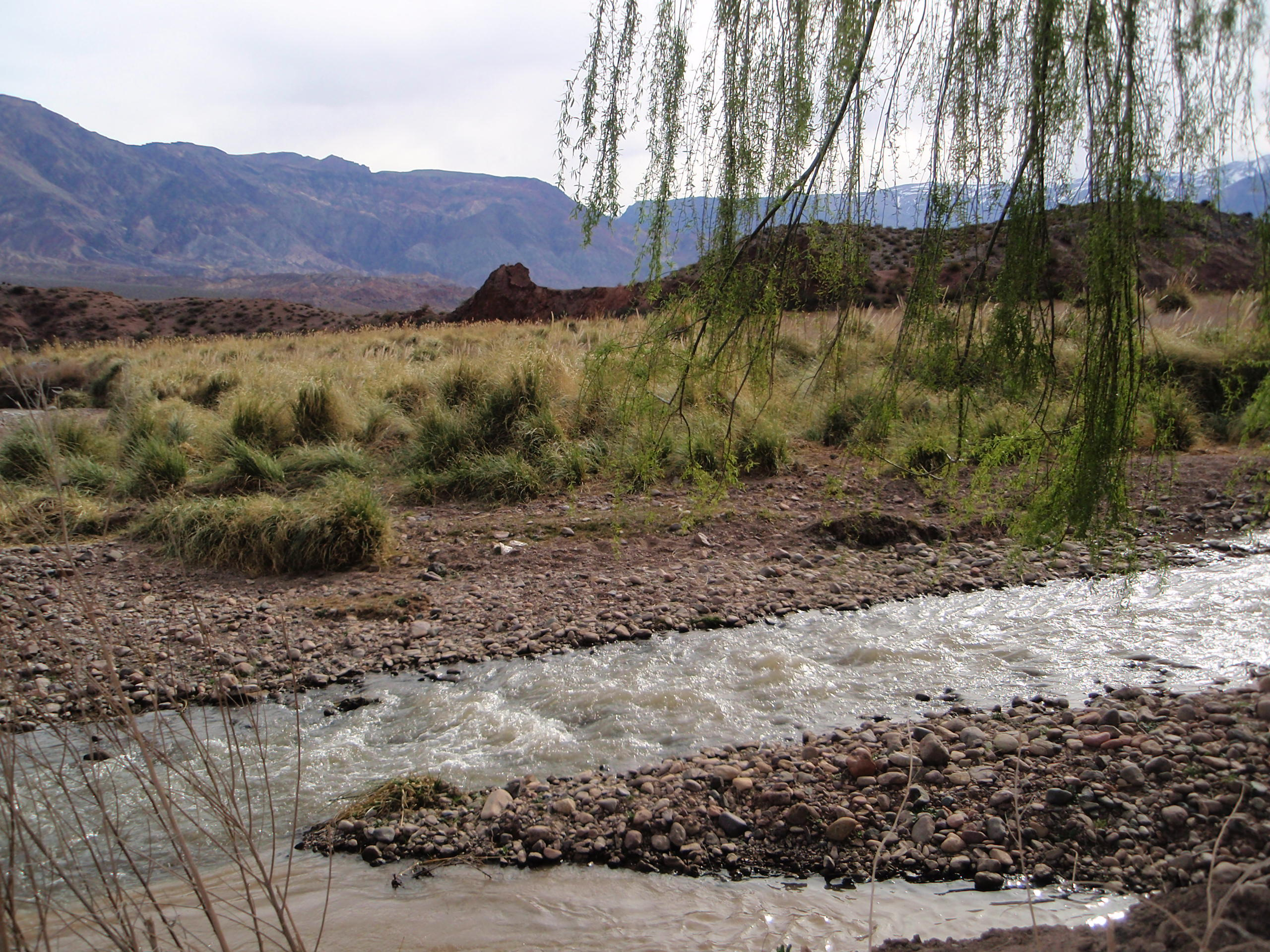
Típico paisaje de Uspallata

## Despliegue de las Fuerzas Armadas
| Unidades de la Guar Ej Uspallata                                      | Abreviatura |
| --------------------------------------------------------------------- | ----------- |
| Regimiento de Infantería de Montaña 16 «Cazadores de Los Andes»       | RIM 16      |
| Grupo de Artillería de Montaña 8 «Coronel Pedro Regalado de la Plaza» | GAM 8       |

## Culto
Parroquias de la Iglesia Católica 
| Arquidiócesis | Mendoza                           |
| ------------- | --------------------------------- |
| Parroquia     | Nuestra Señora del Carmen de Cuyo |

Además, hay presencia de numerosas congregaciones protestantes en sus múltiples vertientes.